# Natalia Fischer
Natalia Fischer Egusquiza (* 20. Dezember 1993 in Estepona) ist eine spanische Mountainbikerin. Ihre bisher größten Erfolge erzielte sie im Cross-Country Marathon.

## Sportlicher Werdegang
Fischer begann schon in jungen Jahren mit dem Mountainbiken, nachdem ihre Eltern ihr ein Mountainbike geschenkt hatten. Sie interessierte sich auch für den Triathlon, wo sie einige Jahre an Wettkämpfen in dieser Disziplin teilnahm und in ihrer Altersklasse zahlreiche Erfolge erzielen konnte. Ihre Stärke war jedoch das Radfahren, so dass sie sich nach einigen Jahren wieder dem Radsport zuwandte. Aufgrund negativer Erfahrungen im Straßenradsport widmete sie sich schließlich dem Mountainbiken.
Zunächst war Fischer ausschließlich im MTB-Marathon und bei Etappenrennen aktiv. 2017 und 2018 wurde sie Spanische Meisterin im Marathon. Seit 2019 nimmt sie auch an Rennen über kürzere Distanzen teil, unter anderem auch im Weltcup. Dabei stand sie bereits mehrfach auf dem Podium der nationalen Meisterschaften im olympischen Cross-Country XCO. International erzielte sie ihre Erfolge jedoch im MTB-Marathon: 2021 wurde sie Europameisterin und Dritte der Marathon-Weltmeisterschaften, 2022 verteidigte sie erfolgreich ihren Titel der Europameisterin.
2023 wandte sich Fischer stärker den kürzenDisziplinen zu, blieb aber international ohne nennenswerte Ergebnisse. 2024 kehrte sie zum MTB-Marathon zurück, 2025 stand sie als Zweite erneut auf dem Podium der MTB-Marathon-Europameisterschaften.

## Erfolge
2017
- Spanische Meisterin – Marathon XCM

2018
- Spanische Meisterin – Marathon XCM

2021
- Weltmeisterschaften – Marathon XCM
- Europameisterin – Marathon XCM
- Spanische Meisterin – Marathon XCM

2022
- Europameisterin – Marathon XCM

2023
- Spanische Meisterin – Marathon XCM

2025
- Europameisterschaften – Marathon XCM